# Otomacos
Els otomacos eren un grup d'indígenes veneçolans avui dia extints. Estaven relacionats amb els taparites i se'ls considerava diferents d'altres grups.
Habitaven a la regió de l'Apure i en les ribes del riu Orinoco. Quan van arribar els europeus a Veneçuela els otomacos mantenien un conflicte permanent amb els caribs. Van ser evangelitzats pels missioners espanyols en el segle xviii. Van desaparèixer com a grup diferent al començament del segle xx.
El pare Josep Gumilla va documentar molts costums d'aquest poble.

## Llengua otomaco

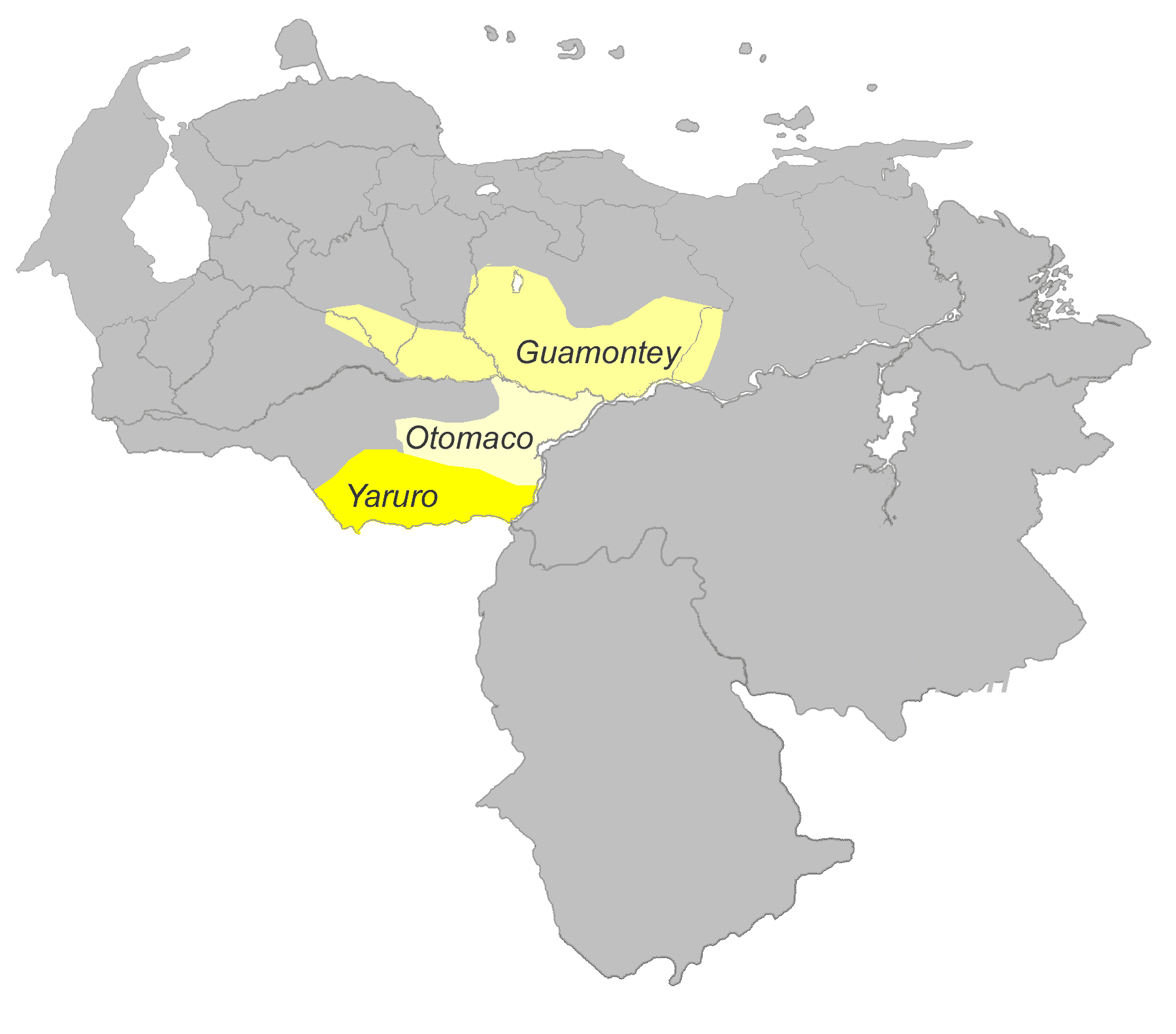
Domini aproximat del otomaco, el yaruro i el guamontey, totes elles llengües aïllades.

De l'idioma otomaco se sap poc. El jesuíta Filippo Salvatore Gilii el considerava un idioma a part dels altres. Esteban Emilio Mosonyi Szász descriu que posseïen un idioma que no ha pogut classificar-se emparentat amb altres idiomes. Han quedat vocabularis considerables del otomaco, que van ser estudiats per Ángel Rosenblat en 1948.

## Vida
Els otomacos eren ètnies semi-sedentàries que vivien abans de res de la pesca i recol·lecció.
Humboldt escriu:
| « | […] són persones molt corpulentes però lletges, venjatives i molt donades a begudes fermentades...els altres indis, que els consideren bàrbars, diuen que no hi ha res tan fastigós que no ho mengi un otomaco. Quan el nivell de l'aigua a l'Orinoco i els seus rius tributaris és baix, els otomacos viuen de la pesca i de les tortugues...quan tenen lloc les inundacions, que duren de dues a tres mesos, s'empassen terra en quantitats increïbles....Els otomacos consumeixen diàriament durant diversos mesos uns tres quarts de lliura d'argila una mica endurida al foc, sense que la seva salut sofreixi per això...diuen que és l'argila la que els sadolla i no els pocs aliments que ingereixen en aquest temps. | » |

Consumien casabe, igual que molts altres pobles indígenes de la regió. El pare Gilli escriu que «els otomacos tenen una gran passió pel joc de pilota».